# Catunaregam tomentosa
Catunaregam tomentosa là một loài thực vật có hoa trong họ Thiến thảo. Loài này được (Blume ex DC.) Tirveng. mô tả khoa học đầu tiên năm 1978.